# Blue Springs, Alabama
Blue Springs là một thị trấn thuộc quận Barbour, tiểu bang Alabama, Hoa Kỳ. Dân số năm 2009 là 118 người, mật độ đạt 16 người/km².